# سينما أنغولا

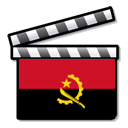
لوح كلاكيت عليه شعار علم جمهورية أنغولا (السينما في أنغولا)

تُشير السينما الأنغولية إلى صناعة السينما في أنغولا.
تعاني السينما الأنغولية حاليًا من مشاكل مالية تتعلق بتمويل الأفلام الجديدة. في أوائل العقد الأول من القرن الحادي والعشرين، ساعدت الحكومة الأنغولية في تمويل عدد صغير من الأفلام، ولكن هذا البرنامج توقف في نهاية العقد. خلال هذا الوقت، تم تصوير فيلم (البطل) سنة 2004 في أنغولا وفاز بالجائزة الكبرى للسينما الدرامية العالمية في مهرجان صاندانس السينمائي 2005. تم بناء أول دور للسينما في أنغولا في ثلاثينيات القرن العشرين، ووصل عددها 50 دورًا تم بناؤها بحلول منتصف السبعينيات. العديد منها الآن في حالة سيئة، ولكن هناك جهد لاستعادة بعضها.